# Certhionyx
Genre
Certhionyx est un genre d'oiseaux de la famille des Meliphagidae créé pour contenir le Méliphage varié (C. variegatus), qui est actuellement son seul membre. Cependant, le genre a également regroupé par le passé le Myzomèle cravaté (Sugomel nigrum) et le Myzomèle à collier (Cissomela pectoralis), classification encore parfois utilisée par certaines taxonomies.

## Historique
Le genre Certhionyx est créé par René-Primevère Lesson en 1830 lorsqu'il décrit le Méliphage varié (C. variegatus). Le Myzomèle cravaté, décrit en 1838 dans le genre Myzomela, est transféré vers Certhionyx en 1967 par l'ornithologue Finn Salomonsen. En 2004, une étude génétique portant sur l'ADN nucléaire et mitochondrial des méliphages conclut que cette espèce doit être considérée comme appartenant à un groupe à part, séparée des autres Myzomela, car elle a divergé très tôt des autres espèces et a un patrimoine génétique assez différent.

## Anciennes espèces
- Myzomèle cravaté (Sugomel nigrum), anciennement Certhionyx niger ;
- Myzomèle à collier (Cissomela pectoralis), anciennement Certhionyx pectoralis.